# 坂の上の雲ミュージアム
坂の上の雲ミュージアム（さかのうえのくもミュージアム）は、愛媛県松山市にある博物館で、同市が取り組んでいる司馬遼太郎の小説『坂の上の雲』を軸とした21世紀のまちづくりの中核施設である。
2007年（平成19年）4月28日に市内中心部の松山城を頂く城山の南裾に開館し、総工費は約30億円。
総館長は松本啓治。館長は石丸耕一。

## 沿革
- 2004年（平成16年）12月22日　着工
- 2006年（平成18年）11月30日　竣工
- 2007年（平成19年）4月28日　開館
- 2025年（令和7年）7月28日　敷地内に子供向け図書館『こどもの森 松山』が開館（同年7月27日にオープニングセレモニーを挙行）[3][4]。

### 企画展
- 2007年4月28日〜2008年3月23日　第一回「子規と真之」
- 2008年4月1日〜2009年3月1日　第二回「坂の上の雲　1000人のメッセージ展」
- 2009年3月14日〜2010年2月21日　第三回「秋山好古」
- 2010年3月2日〜2011年2月20日　第四回「日露戦争と明治のジャーナリズム1 新聞『日本』と子規」
- 2011年3月1日〜2012年2月19日　第五回「日露戦争と明治のジャーナリズム2 バルチック艦隊と真之」
- 2012年2月28日〜2013年2月17日　第六回「日露戦争と明治のジャーナリズム3 ポーツマス日露講和会議」
- 2013年2月26日～2014年2月16日　第七回「日露戦争と明治のジャーナリズム4 ハーグ万国平和会議」
- 2014年2月25日～2015年2月15日　第八回「近代国家制度の形成1 明治の教育 子規・真之と小学校」
- 2015年2月24日～2016年2月14日　第九回「近代国家制度の形成2 子規・真之の青春」
- 2016年2月23日～2017年2月19日　第十回「近代国家制度の形成3 子規と帝国大学」
- 2017年2月28日～2018年2月18日　第十一回「好古・真之・子規－明治20年代初頭」
- 2018年2月27日～2019年2月17日　第十二回「明治青年 秋山真之」

## 坂の上の雲フィールドミュージアム構想
松山市出身の秋山好古・真之兄弟、正岡子規の3人が主人公となっている小説『坂の上の雲』ゆかりの地域資源が多く点在する松山市全体を、松山城を中心としたセンターゾーンと、道後温泉など6つのサブセンターゾーン、個別資源としてのサテライトを設定し、同市全体を「屋根のない博物館」に見立てる構想である。

## 建築概要
三角形という大胆な形状の、地上4階、地下1階の鉄骨鉄筋コンクリート造で、延べ約3100m2である。展示フロアは2～4階で各階はスロープで結ばれており、2階から4階へは最も負荷がかかる中間部分の支柱を省いた空中階段で繋がっている。
- 設計：安藤忠雄建築研究所
- 設備設計：森村設計
- 施工：竹中工務店
- 所在地：松山市一番町三丁目20番地
- 敷地面積：3,384.64m2
- 建築面積：936.80m2
- 延床面積：3,122.83m2
- 構造規模：鉄骨鉄筋コンクリート(SRC)造

## こどもの森 松山
ミュージアムに隣接している子供向け図書館。ミュージアムとは2階で繋がっている。こちらも安藤忠雄による設計で、建築も同氏が担当した。
松山にゆかりの深い夏目漱石の作品など約4,300冊を揃えた。入館は無料であるが、当面は専用サイトからの予約制で定員30人、1時間半の完全入れ替え制にするとしている。

## アクセス
大通りに面しておらず、少し入り込んだところにある。一般来館者用の駐車場は設けられていない（身障者用の駐車スペースは5台分設けられている）。
- JR松山駅から 伊予鉄道市内電車 道後温泉行き　大街道停留場下車
- 松山空港から リムジンバス 道後温泉駅前行き　大街道下車
- 松山観光港から リムジンバス 道後温泉駅前行き　大街道下車
- 松山自動車道松山ICから　所要約28分